# Jeux du Commonwealth de 1994
Navigation
Édition précédente Édition suivante
Les XVes Jeux du Commonwealth de 1994 ont lieu à Victoria au Canada du 18 au 28 août 1994. La cérémonie d'ouverture du 18 août se déroule au Centennial Stadium, site principal de ces Jeux.

## Déroulement des Jeux
Les Jeux du Commonwealth de 1994 rassemblent 64 pays et environ 2 500 sportifs pour le partage de 687 médailles. L'Australie, avec 88 médailles d'or, est en tête du classement des nations, devant le Canada (41 médailles d'or) et l'Angleterre (31 médailles d'or). 
L'Afrique du Sud revient aux jeux après la fin de l'Apartheid. Hong Kong a fait sa dernière présence avant le transfert de sa souveraineté à la Chine.

### Épreuves
10 disciplines sont planifiées pour les Jeux du Commonwealth :
| - Athlétisme - Badminton - Boulingrin - Boxe - Cyclisme | - Gymnastique - Haltérophilie - Lutte - Natation - Tir |

### Tableau des médailles
- Pays hôte

| Rang  | Nation                    | Or  | Argent | Bronze | Total |
| ----- | ------------------------- | --- | ------ | ------ | ----- |
| 1     | Australie                 | 88  | 53     | 43     | 184   |
| 2     | Canada                    | 41  | 43     | 49     | 133   |
| 3     | Angleterre                | 31  | 45     | 51     | 127   |
| 4     | Nigeria                   | 11  | 13     | 13     | 37    |
| 5     | Kenya                     | 7   | 4      | 8      | 19    |
| 6     | Inde                      | 6   | 12     | 7      | 25    |
| 7     | Écosse                    | 6   | 3      | 11     | 20    |
| 8     | Nouvelle-Zélande          | 5   | 16     | 21     | 42    |
| 9     | Pays de Galles            | 5   | 8      | 6      | 19    |
| 10    | Irlande du Nord           | 5   | 2      | 3      | 10    |
| 11    | Nauru                     | 3   | 0      | 0      | 3     |
| 12    | Afrique du Sud            | 2   | 4      | 5      | 11    |
| 13    | Jamaïque                  | 2   | 4      | 2      | 8     |
| 14    | Malaisie                  | 2   | 3      | 2      | 7     |
| 15    | Chypre                    | 2   | 1      | 2      | 5     |
| 16    | Sri Lanka                 | 1   | 2      | 0      | 3     |
| 17    | Zambie                    | 1   | 1      | 2      | 4     |
| 18    | Namibie                   | 1   | 0      | 1      | 2     |
| 19    | Zimbabwe                  | 0   | 3      | 3      | 6     |
| 20    | Papouasie-Nouvelle-Guinée | 0   | 1      | 0      | 1     |
| 20    | Samoa                     | 0   | 1      | 0      | 1     |
| 22    | Hong Kong                 | 0   | 0      | 4      | 4     |
| 23    | Pakistan                  | 0   | 0      | 3      | 3     |
| 24    | Ghana                     | 0   | 0      | 2      | 2     |
| 24    | Trinité-et-Tobago         | 0   | 0      | 2      | 2     |
| 24    | Ouganda                   | 0   | 0      | 2      | 2     |
| 27    | Bermudes                  | 0   | 0      | 1      | 1     |
| 27    | Botswana                  | 0   | 0      | 1      | 1     |
| 27    | Guernesey                 | 0   | 0      | 1      | 1     |
| 27    | Île Norfolk               | 0   | 0      | 1      | 1     |
| 27    | Seychelles                | 0   | 0      | 1      | 1     |
| 27    | Tanzanie                  | 0   | 0      | 1      | 1     |
| 27    | Tonga                     | 0   | 0      | 1      | 1     |
| Total | Total                     | 219 | 219    | 249    | 687   |

### Pays participants

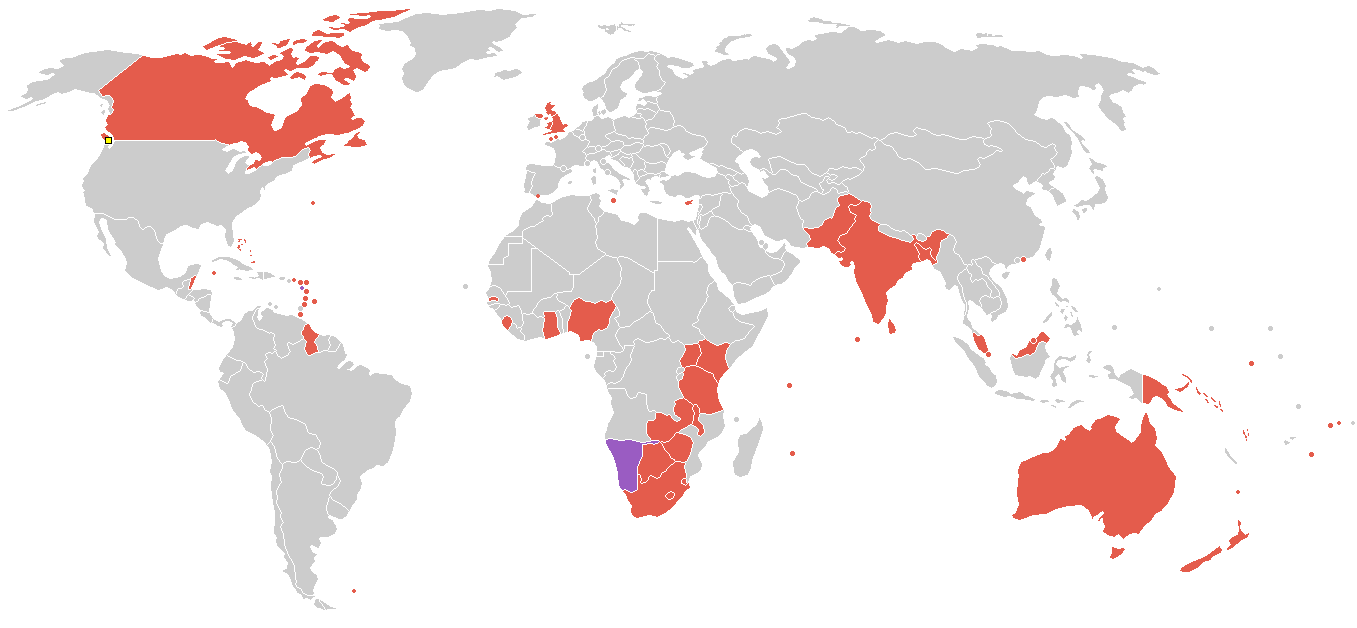
Pays participants

| - Antigua-et-Barbuda - Australie - Bahamas - Bangladesh - Barbade - Belize - Bermudes - Botswana - Îles Vierges britanniques - Brunei - Îles Cook - Dominique - Angleterre - Îles Malouines - Gambie - Ghana - Gibraltar - Guernesey - Guyana - Hong Kong - Inde | - Île de Man - Jamaïque - Jersey - Îles Caïmans - Canada - Kenya - Lesotho - Malawi - Malaisie - Maldives - Malte - Maurice - Montserrat - Namibie - Nauru - Nouvelle-Zélande - Nigeria - Île Norfolk - Irlande du Nord - Pakistan - Papouasie-Nouvelle-Guinée | - Saint-Christophe-et-Niévès - Sainte-Lucie - Saint-Vincent-et-les-Grenadines - Îles Salomon - Zambie - Écosse - Seychelles - Sierra Leone - Zimbabwe - Singapour - Sri Lanka - Afrique du Sud - Swaziland - Tanzanie - Tonga - Trinité-et-Tobago - Ouganda - Vanuatu - Pays de Galles - Samoa - Chypre |